# شهرستان آنا آروندل (مریلند)
شهرستان آنا آروندل، مریلند (به انگلیسی: Anne Arundel County, Maryland) یک سکونتگاه مسکونی در ایالات متحده آمریکا است که در مریلند واقع شده‌است.